# If (píseň, Bread)
"If" je píseň, napsaná frontmanem skupiny Bread Davidem Gatesem v roce 1971 a původně nahraná skupinou Bread. Skladbu předělalo mnoho významných interpretů, mezi ně patří i Petula Clark, Cleo Laine, Perry Como, Frank Sinatra, Jack Jones, Telly Savalas, Shirley Bassey, Westlife a Frankmusik.